# Nietupa
Nietupa [ɲeˈtupa] est un village polonais de la gmina de Krynki dans le powiat de Sokółka et dans la voïvodie de Podlachie. Le village compte approximativement 40 habitants.